# Josh Gross (calciatore)
Joshua Emilio Gross Santana, detto Josh (15 maggio 1993), è un calciatore olandese, centrocampista dello Zwaluwen e della nazionale arubana.

## Carriera

### Nazionale
Nel 2017, ha esordito con la nazionale arubana.

## Statistiche

### Cronologia presenze e reti in nazionale
| Cronologia completa delle presenze e delle reti in nazionale ― Aruba | Cronologia completa delle presenze e delle reti in nazionale ― Aruba | Cronologia completa delle presenze e delle reti in nazionale ― Aruba | Cronologia completa delle presenze e delle reti in nazionale ― Aruba | Cronologia completa delle presenze e delle reti in nazionale ― Aruba | Cronologia completa delle presenze e delle reti in nazionale ― Aruba | Cronologia completa delle presenze e delle reti in nazionale ― Aruba | Cronologia completa delle presenze e delle reti in nazionale ― Aruba |
| Data                                                                 | Città                                                                | In casa                                                              | Risultato                                                            | Ospiti                                                               | Competizione                                                         | Reti                                                                 | Note                                                                 |
| -------------------------------------------------------------------- | -------------------------------------------------------------------- | -------------------------------------------------------------------- | -------------------------------------------------------------------- | -------------------------------------------------------------------- | -------------------------------------------------------------------- | -------------------------------------------------------------------- | -------------------------------------------------------------------- |
| 9-9-2018                                                             | Willemstad                                                           | Aruba                                                                | 3 – 1                                                                | Bermuda                                                              | CONCACAF Nations League 2019-2020 - Qualificazioni                   | -                                                                    | 82’                                                                  |
| 22-3-2019                                                            | North Sound                                                          | Saint Lucia                                                          | 3 – 2                                                                | Aruba                                                                | CONCACAF Nations League 2019-2020 - Qualificazioni                   | 1                                                                    | 83’                                                                  |
| 6-9-2019                                                             | Willemstad                                                           | Aruba                                                                | 0 – 1                                                                | Guyana                                                               | CONCACAF Nations League 2019-2020 - Fase a gironi                    | -                                                                    | 24’ 68’                                                              |
| 9-9-2019                                                             | North Sound                                                          | Antigua e Barbuda                                                    | 2 – 1                                                                | Aruba                                                                | CONCACAF Nations League 2019-2020 - Fase a gironi                    | -                                                                    | 63’                                                                  |
| 12-10-2019                                                           | Kingston                                                             | Giamaica                                                             | 2 – 0                                                                | Aruba                                                                | CONCACAF Nations League 2019-2020 - Fase a gironi                    | -                                                                    | 45+1’                                                                |
| 15-10-2019                                                           | Willemstad                                                           | Aruba                                                                | 0 – 6                                                                | Giamaica                                                             | CONCACAF Nations League 2019-2020 - Fase a gironi                    | -                                                                    | 45+1’                                                                |
| 18-11-2019                                                           | Willemstad                                                           | Aruba                                                                | 2 – 3                                                                | Antigua e Barbuda                                                    | CONCACAF Nations League 2019-2020 - Fase a gironi                    | -                                                                    | 83’                                                                  |
| Totale                                                               |                                                                      | Presenze                                                             | 7                                                                    |                                                                      | Reti                                                                 | 1                                                                    |                                                                      |